# Synidotea cinerea
Synidotea cinerea är en kräftdjursart som beskrevs av Gurjanova 1933. Synidotea cinerea ingår i släktet Synidotea och familjen tånglöss. Inga underarter finns listade i Catalogue of Life.